# Meziboří (Strážek)
Meziboří (německy Mesiborsch) je vesnice, část městyse Strážek v okrese Žďár nad Sázavou. Nachází se asi 4 km na jihovýchod od Strážku. V roce 2009 zde bylo evidováno 71 adres. V roce 2001 zde trvale žilo 89 obyvatel.
Meziboří je také název katastrálního území o rozloze 6,04 km2. V katastrálním území Meziboří leží i Krčma.